# Джакович, Джуро

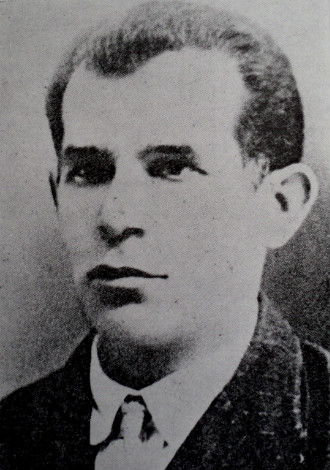
Джуро Джакович

Джу́ро Джа́кович (сербохорв. Đuro Đaković / Ђуро Ђаковић; 30 ноября 1886 года — 25 апреля 1929 года) — один из лидеров Коммунистической партии Югославии, организатор рабочего движения в Югославии, борец за единство КПЮ, деятель Коминтерна.

## Биография
Родился в Хорватии в селе Бродски Варош близ города Славонски-Брод. Рабочий-слесарь. С юности участвовал в первых забастовках (1905—1906, 1910) в Боснии. Был руководителем молодёжного рабочего движения в Сараево.
Во время Первой мировой войны выступал с протестами против войны, за что был арестован властями. Австрийский военный суд приговорил его к смертной казни. Позже был помилован и отправлен на принудительные работы, заключение отбывал в лагерях в Араде и Комарно. После освобождения — член профсоюз металлистов Боснии (коммунистического), позже Боснии и Герцеговины. Один из организаторов крупной забастовки строительных рабочих в 1919 году.
В апреле 1919 года участвовал в объединительном съезде Социалистической рабочей партии Югославии в Белграде.
В 1920 году на съезде Коммунистической партии, был избран в центральный совет КПЮ, а также стал депутатом Учредительного собрания Королевства сербов. Участвовал в организации ряда забастовок шахтеров.
В 1921 году — делегат компартии Югославии на Третьем конгрессе Коммунистического Интернационала в Москве.
В том же году королевским правительством деятельность партии была запрещена. В 1922—1926 годах действовал в подполье. Неоднократно арестовывался, подвергался пыткам и преследованиям со стороны королевских властей. В 1926 году был интернирован на Родину.
В 1926 году избран секретарем регионального комитета Ассоциации металлистов Хорватии.
Бежал от репрессий в СССР. С 1927 по 1928 год обучался в Московском университете. Затем вернулся в Югославию в качестве уполномоченного представителя Коминтерна.
На IV съезде КПЮ в Дрездене (1928 год) избран организационным секретарем ЦК Компартии Югославии.
Как один из самых известных борцов за дело рабочего класса среди лидеров Коммунистической партии Югославии и активный участник сопротивления установлению режима диктатуры королём Югославии Александром I Карагеоргиевичем был арестован в апреле 1929 года и по вымышленной причине «при попытке побега» — расстрелян. Тело Джаковича было обнаружено 8 мая 1929 года сброшенным в овраг близ австрийской границы около городка Дравоград.
После прихода югославских коммунистов к власти, по случаю двадцатой годовщины со дня смерти останки Джуро были перенесены в Калемегдан в Белграде и похоронены в Гробнице народных героев (серб.) рядом с другими известными деятелями революционного, народно-освободительного и партизанского движения, такими как, И. Милутинович, М. Пияде и И. Рибар.

## Память
- Югославский пехотный батальон интернациональных бригад, участвовавший в Гражданской войне Испании на стороне республиканцев, носил имя Джуро Джаковича.
- Именем Д. Джаковича назван парк в г. Славонски-Брод.
- Его имя носила Высшая партийная школа в Белграде.
- Именем Д. Джаковича назван хорватский металлургическо-машиностроительный холдинг «Джуро Джакович».
- Свободная экономическая зона «Джуро Джакович» в г. Славонски-Брод.
- В его честь установлены памятники и мемориальные таблицы в Белграде, Загребе, Сараево и других городах бывшей Югославии.

## Галерея

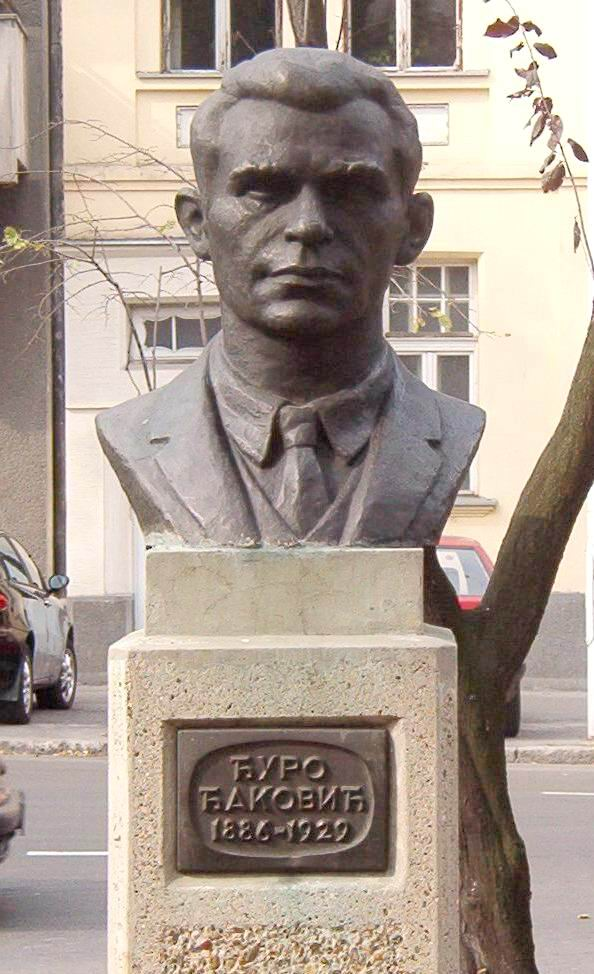
Бюст Джуро Джаковича в Белграде
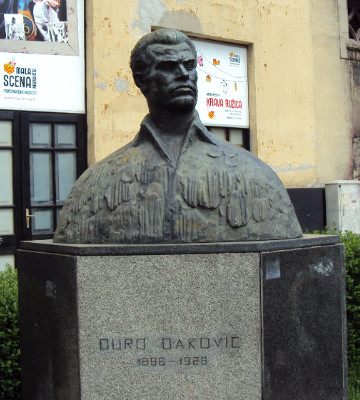
Памятник в Загребе
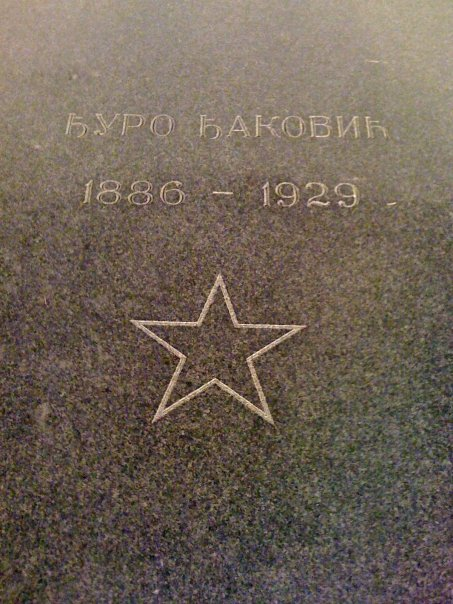
Белград
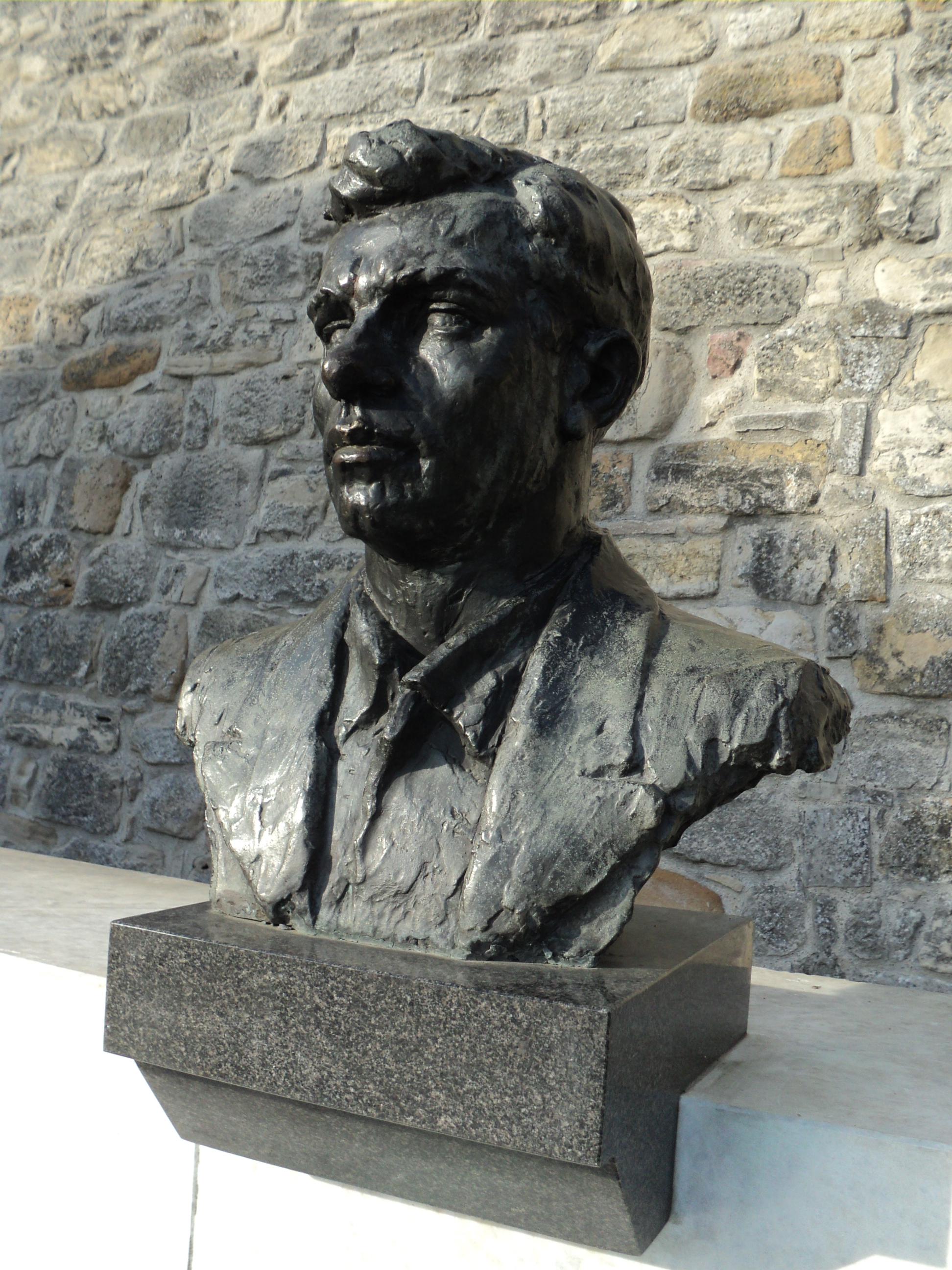
Бюст на Гробнице народных героев (Калемегдан)
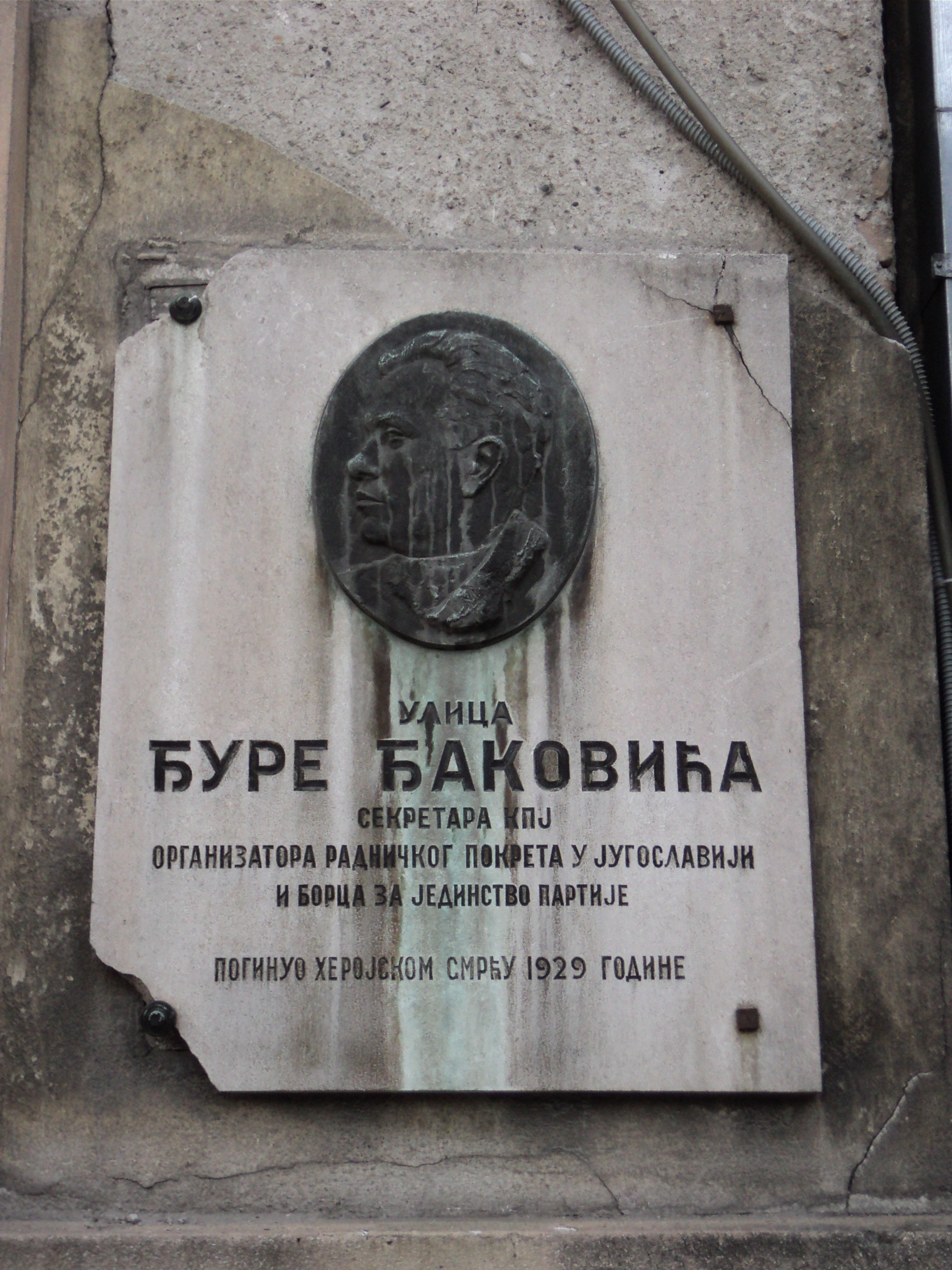
Мемориальная таблица в Белграде на улице, ранее носившей имя Д. Джаковича